# Albert Hammacher
Albert Hammacher (* 7. März 1831 in Lennep; † 28. Dezember 1915 ebenda) war ein deutscher Kaufmann und Politiker.

## Leben
Hammacher war der Sohn des Winkeliers Franz Daniel Hammacher (* 2. Juli 1804 in Lennep; † 10. Oktober 1869 ebenda) und dessen Ehefrau Anna Friederike Hammacher (* 30. Dezember 1804 in Lennep; † 25. Dezember 1839 ebenda). Er war evangelisch und heiratet die Katholikin Katharina Rief (* 27. Mai 1831 in Poppelsdorf; † 25. Juli 1893 in Lennep).
Hammacher lebte als Kaufmann in Lennep, wo er auch Stadtverordneter und Beigeordneter war. Von 1876 bis 1882 er stellvertretender Abgeordneter im Provinziallandtag der Rheinprovinz für den Stand der Städte und die Städte Lennep, Ronsdorf, Lüttringhausen, Radevormwald, Burg, Hückeswagen und Wermelskirchen. Von 1879 bis 1885 gehörte er dem Preußischen Abgeordnetenhaus an. Er wurde im Wahlkreis Düsseldorf 1 gewählt und gehörte zunächst der NLP und ab Oktober 1880 der Liberalen Vereinigung an.